# Lidzbark Warmiński
Lidzbark Warmiński (tyska: Heilsberg) är en stad i Ermland-Masuriens vojvodskap i nordöstra Polen vid Pregels
biflod Alle. 2004 hade orten omkring 16 600 invånare.

## Historia
På orten finns ett slott som anlades 1240 av Tyska orden och sedermera tillhörde biskoparna av Ermeland, vilka i 500 år hade sitt residens där.
Karl XII bodde i denna stad mellan 1703 och 1704 under det stora nordiska kriget.
10 juni 1807 stod en oavgjord strid vid Heilsberg mellan fransmännen under Nicolas Jean-de-Dieu Soult samt preussare och ryssar under Levin August von Bennigsen. De sistnämnde drog sig följande dag tillbaka till Friedland. 
Under preussiskt styre var Heilsberg en kretsstad i regeringsområdet Königsberg i Ostpreussen. 1910 hade orten 5 514 invånare. Efter Tysklands nederlag i andra världskriget 1945 tillföll orten Polen.

## Vänorter
- Oud-Beijerland, Nederländerna (1992)
- Milanówek, Polen (2001)
- Sovetsk, Ryssland (2001)
- Werlte, Tyskland (2005)